# ماري أوبري
ماري أوبري (بالفرنسية: Marie Aubry)‏ هي مغنية أوبرا ومغنية فرنسية، ولدت في 1656، وتوفيت في 1704.

## وصلات خارجية
- ماري أوبري على موقع ميوزك برينز (الإنجليزية)